# Bispado de Vármia
O Principado-Bispado de Vármia (em polonês/polaco:  Biskupie Księstwo Warmińskie, em alemão:  Fürstbistum Ermland) foi um estado eclesiástico semi independente, governado pelo prelado da Sé de Vármia e compreendendo um terço da área, então diocesana. Os outros dois terços da diocese estava sob o governo secular do Estado dos Cavaleiros Teutônico Monástica (até 1525, e Prússia Real depois). A Sé de Vármia era uma diocese prussiana sob a jurisdição do Arcebispado de Riga que era um protetorado da Prússia Teutônica (1243–1466) e um protetorado do Reino da Polônia, depois parte da República das Duas Nações após a Paz de Toruń (1466-1772)

## História
Originalmente fundada como o Bispado de Ermland, criado por Guilherme de Módena em 1243 no território da Prússia após sua conquista pelos Cavaleiros Teutônicos durante das Cruzadas do Norte. O capítulo da catedral diocesano foi constituído em 1260. Enquanto nos anos 1280 a Ordem Teutônica conseguiu impor a participação simultânea de todos os cânones capitulares na Ordem nos outros três bispados prussianos, o capítulo de Ermland manteve a sua independência. Então o capítulo de Ermland poderia repelir a influência externa ao eleger seus bispos. Assim, a Bula Dourada do Imperador Carlos IV nomeava os bispos como príncipe-bispos, categoria não adjudicada aos outros três bispos da Prússia (Kulm, Pomesania e Samland).
Pela Paz de Toruń (1466) o principado-bispado - assim como em outras histórias da Prússia Teutônica oriental - separou-se e formaram uma parte da Prússia Real, que adotou o Império Polonês como soberano em união pessoal. Depois em 1569 a Prússia Real em conjunto a República das Duas Nações a autonomia de Vármia desvaneceu-se gradualmente.
Após a Primeira Partilha da Polônia em 1772, a anexação pelo Reino da Prússia secularizou o principado-bispado como um estado. Seu território, Vármia (em alemão:  Ermeland), foi incorporado à Prússia Oriental. O rei Frederico II da Prússia confiscou as terras de propriedade do principado-bispado e atribuiu para o Kriegs- und Domänenkammer em Königsberg. Em troca, ele compensava as enormes dívidas do então príncipe-bispo Ignacy Krasicki.
Pelo Tratado de Varsóvia (18 de setembro de 1773), Frederico II garantia o livre exercício da religião para os católicos, assim que o corpo religioso da diocese católica romana continuou a existir, conhecida desde 1992 como a Arquidiocese de Vármia.

## Príncipes-bispos
- Jan Stryprock † (1355 - 1373)
- Henryk Sorbom † (1373 - 1401)
- Henryk Vogelsang † (1401 - 1415)
- Jan Abezier † (1417 - 1424)
- Franciszek Kuhschmalz † (1424 - 1457)
  - Enea Silvio Piccolomini † (1457 - 1458[8]) (administrador apostólico)
  - Paweł Legendorf † (1458 - 1461) (administrador apostólico)
- Paweł Legendorf † (1461 - 1467)
- Mikołaj Tungen † (1468 - 1489)
- Łukasz Watzenrode † (1489 - 1512)
- Fabian Luzjański † (1512 - 1523)
- Maurycy Ferber † (1523 - 1537)
- Jan Dantyszek † (1538 - 1548)
- Tiedeman Giese † (1549 - 1550)
- Stanisław Hozjusz † (1551 - 1579)
- Marcin Kromer † (1579 - 1589)
- Andrew Báthory † (1589 - 1599)
- Piotr Tylicki † (1600 - 1604)
- Szymon Rudnicki † (1605 - 1621)
- Jan Olbracht Waza, S.J. † (1621 - 1632)
- Mikołaj Szyszkowski † (1633 - 1643)
- Jan Karol Konopacki † (1643 - 1643)
- Wacław Leszczyński † (1644 - 1659)
- Jan Stefan Wydżga † (1659 - 1679)
- Augustyn Michał Stefan Radziejowski † (1680 - 1688)
- Jan Stanisław Zbąski † (1688 - 1697)
- Andrzej Chryzostom Załuski † (1699 - 1711)
- Teodor Andrzej Potocki † (1712 - 1723)
- Krzysztof Andrzej Jan Szembek † (1724 - 1740)
- Adam Stanisław Grabowski † (1741 - 1766)
- Ignacy Błażej Franciszek Krasicki † (1766 - 1772)